# Steiff

Steiff-Logo (Knopf im Ohr, ca. 1910)

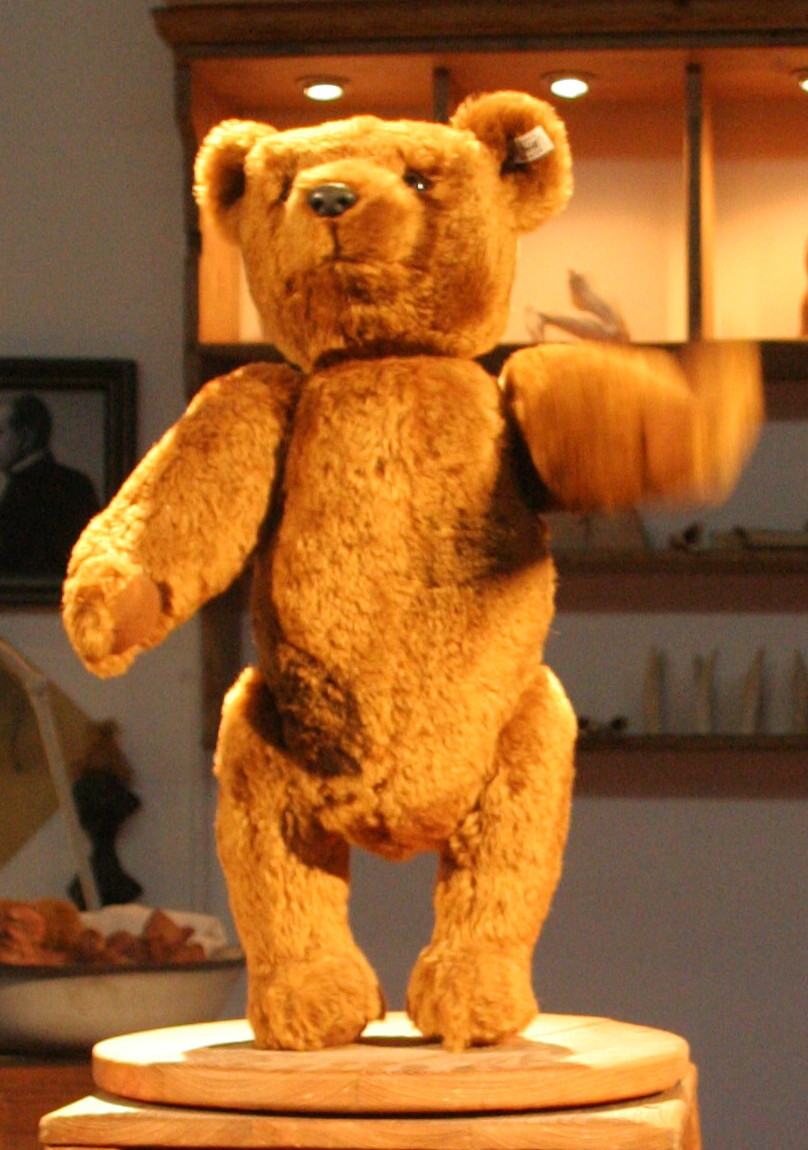
Nachbildung des 55 PB im Steiff Museum

Steiff ist der Markenname der Margarete Steiff GmbH in Giengen an der Brenz, einem Hersteller von weltweit vertriebenem Spielzeug, vor allem von Teddybären und anderen Plüschtieren („Steiff-Tier“).
Seit die Produktion 2010 nach einem kurzen Ausflug aus Ostasien abgezogen wurde, produziert Steiff hauptsächlich in Tunesien (550 Mitarbeiter) und Portugal (100 Mitarbeiter); andere Medien berichten von gesamt 1.000 Mitarbeitern im Ausland. In Deutschland (300 Mitarbeiter) befinden sich Entwicklung, Vertrieb und Management, sowie ein kleiner Teil der Produktion.
Die Textilien für Kleinkinder, wie Strampler, Greiflinge oder Kleidung, werden in der Türkei und Alexandria gefertigt. (Stand 2010)
Seit 2009 gehört der Stoffhersteller Schulte zur Firma, der ausschließlich in Duisburg webt, färbt und veredelt. Er liefert das Plüschgewebe.
Tochterfirma ist der Automobilzulieferer Aigo-Tec GmbH mit 250 Mitarbeitern und Produktion in Giengen an der Brenz und Nekla (Polen).

## Geschichte

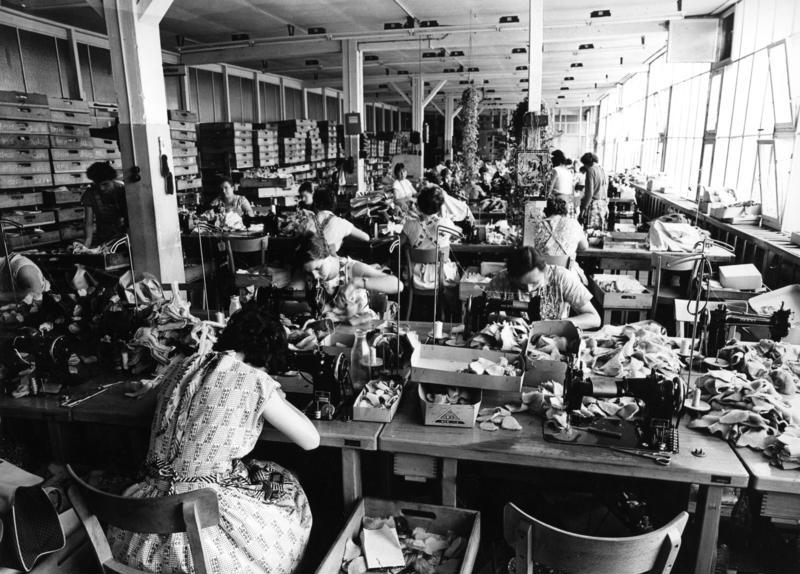
Nähen von Plüschtieren, 1960

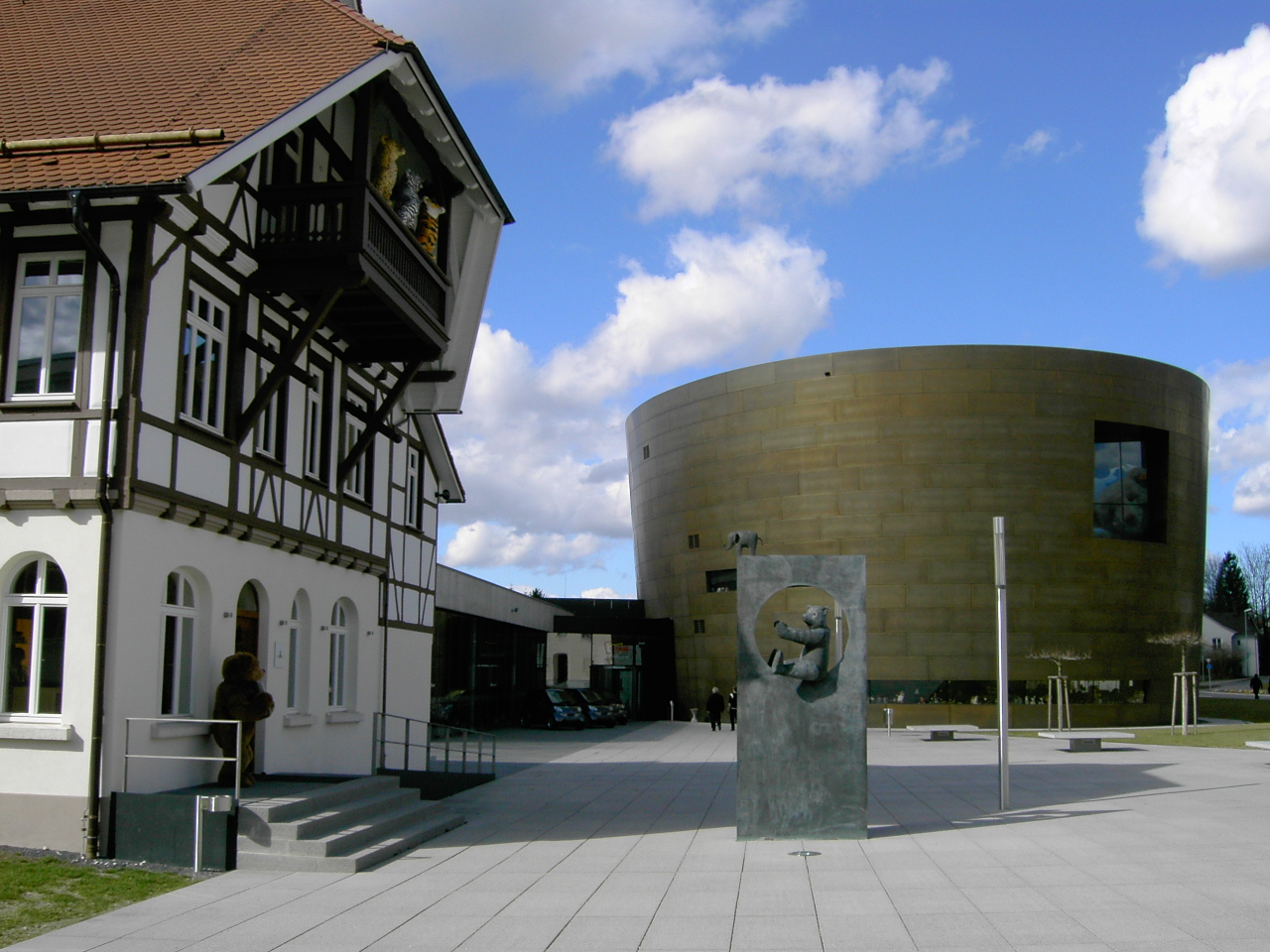
Platz vor dem Steiff-Museum

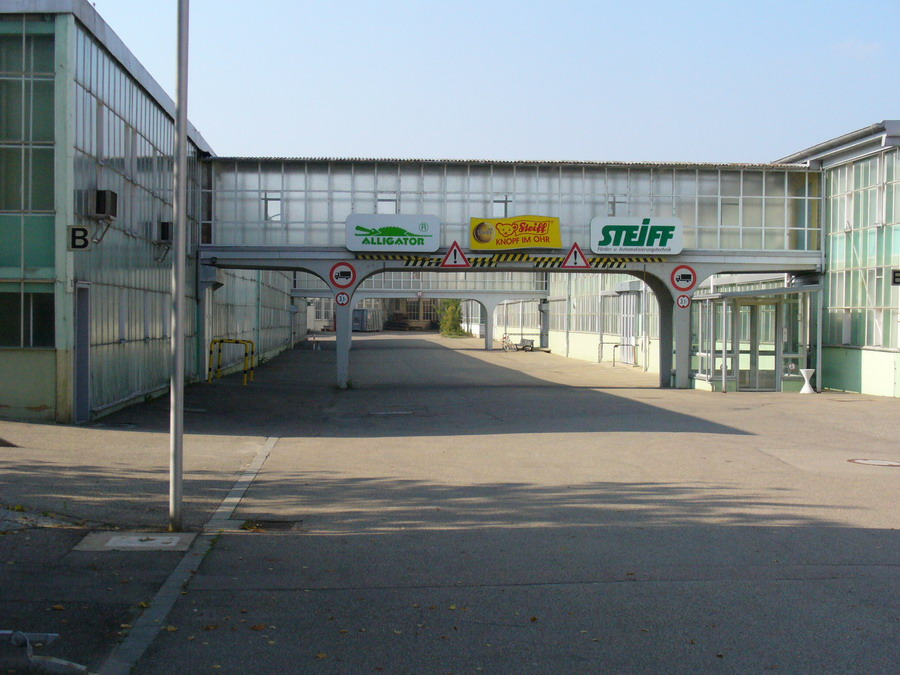
Firmengelände

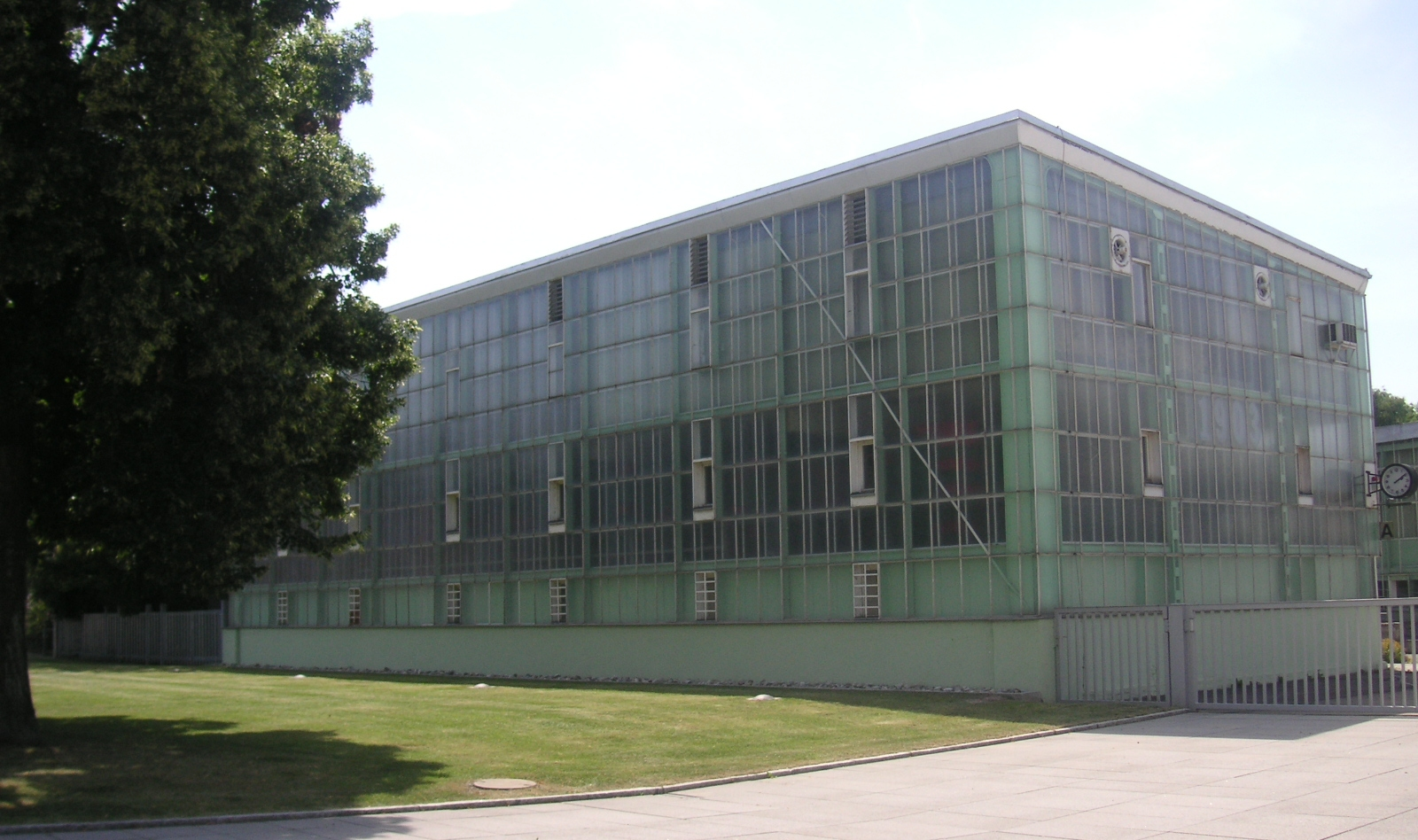
Eines der gläsernen Firmengebäude

Reklame für Steiff 1905 in New York

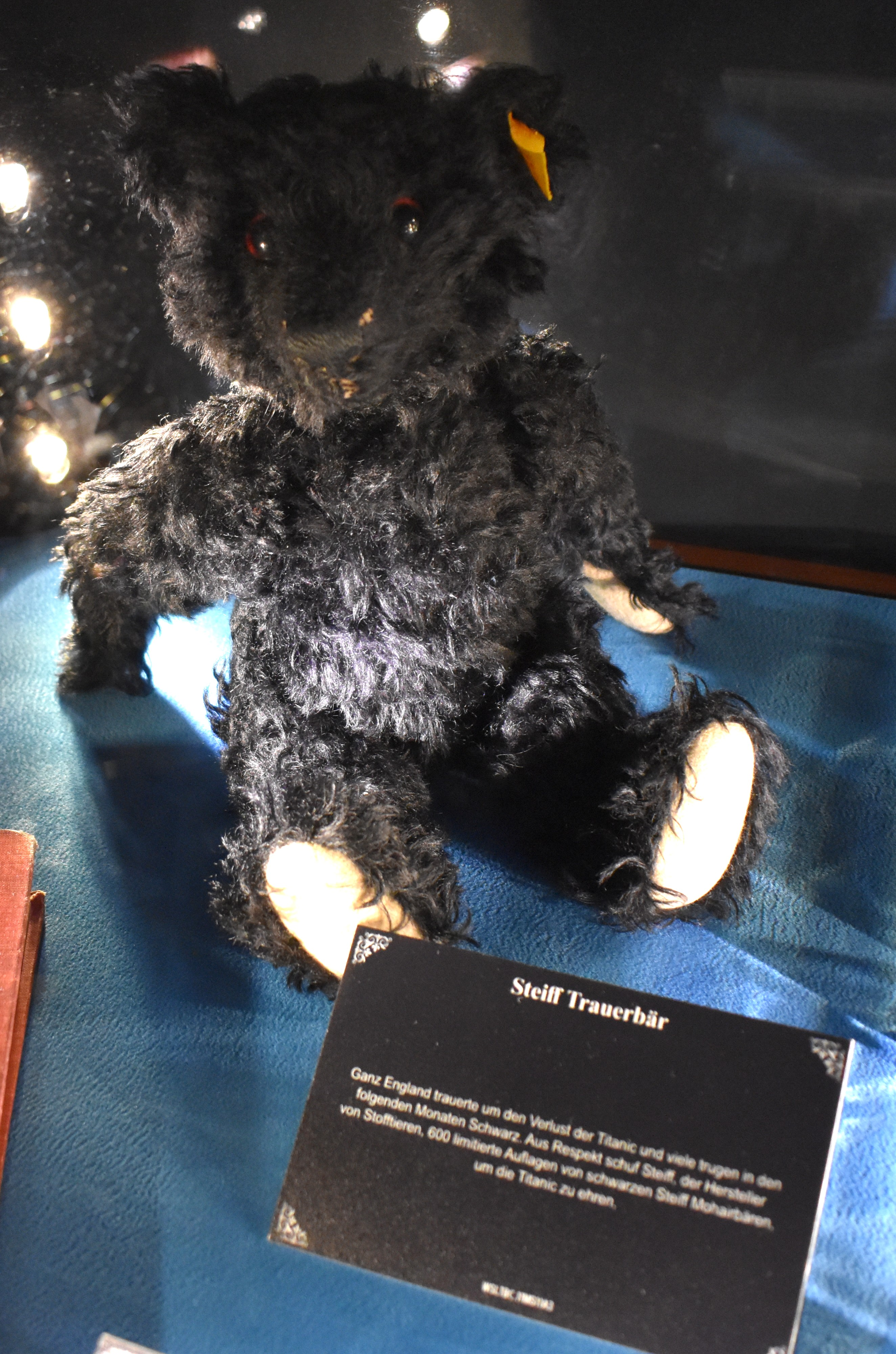
Trauerbär, der in Gedenken an die Titanic produziert wurde

Im Jahre 1877 eröffnete Margarete Steiff in ihrem Heimatort ein Filzkonfektionswarengeschäft, in dem sie selbstgenähte Kleidungsstücke und Haushaltsartikel verkaufte. Dieses entwickelte sich im Laufe der Jahre zu einem kleinen Unternehmen mit mehreren fest angestellten Näherinnen. Kurz darauf (1880) erfolgte die offizielle Gründung der Margarete Steiff GmbH, in dem auch das erste textile weich gestopfte Spieltier entwickelt wurde: Anhand des Schnittmusters einer Modezeitschrift fertigte Margarete Steiff einen kleinen Elefanten aus Filz. Dieses ursprünglich als Nadelkissen gedachte „Elefäntle“ erfreute sich binnen kürzester Zeit großer Beliebtheit als Kinderspielzeug. Während ihr Bruder Fritz im Jahr 1881 18 dieser Elefanten auf dem Heidenheimer Weihnachtsmarkt verkaufte, wurden bereits im Jahre 1886 5066 Elefanten verkauft. Bis 1890 wurde das Sortiment auf sieben Tiere ausgeweitet.
Das erste Fabrikgebäude wurde 1890 in der Mühlstraße gebaut, in dem sich auch eine behindertengerechte Wohnung für Margarete befand. Der illustrierte Steiff Katalog erschien kurz darauf im Jahre 1892, um den Kunden einen Überblick über das inzwischen entstandene Sortiment zu verschaffen. 22 der 32 Seiten waren in diesem Katalog bereits den Spielwaren gewidmet und zeigten insgesamt 256 Stofftiere.  Ein Jahr später präsentierte sich die Firma in Leipzig erstmals auf einer Messe. Die Firma wurde als Spielwarenfabrik ins Handelsregister eingetragen. 1895 wurden ausländische Geschäftsbeziehungen zu Harrods in London aufgenommen.
Richard Steiff, der Neffe von Margarete, trat 1897 ins Unternehmen ein. Er entwickelte 1902 einen Spielbären aus zotteligem Mohairfell mit dem Namen Bär 55PB (55 cm stehend, P = Plüsch, B = beweglich). Im März des darauffolgenden Jahres wurde dieser Bär erstmals auf der Leipziger Frühjahrsmesse vorgestellt. Zu Anfang hielt sich das Interesse der Besucher noch in Grenzen. Gegen Ende der Messe fand sich jedoch Hermann Berg, ein Bruder des Komponisten Alban Berg. Als Chefeinkäufer von Geo. Borgfeldt & Co. bestellte er bei Steiff 3000 Bären. Bereits ein Jahr später verkaufte Steiff schon 12.000 Stück davon. Dank des amerikanischen Präsidenten Theodore Roosevelt erhielt der zunächst namenlose Bär seinen bis heute bekannten Namen Teddy. Dieser weigerte sich bei einem Jagdausflug, einen angebundenen Bären zu erschießen und wurde aufgrund dieses Vorfalls von dem Karikaturisten Clifford K. Berryman in der Washington Post immer mit einem Bären dargestellt. Dies war für den Teddybären die beste Werbung – der Teddy-Boom begann und die Marke Steiff erreichte einen weltweiten Bekanntheitsstatus. Im gleichen Jahr wurde auch der im Volksmund als „Jungfrauenaquarium“ bezeichnete Ostbau in einer Doppelglas-Stahlkonstruktion gebaut. Später folgten weitere Gebäude dieser Art, die heute allesamt unter Denkmalschutz stehen.
Franz Steiff entwickelte 1904 das bis Anfang 2014 geschützte Markenzeichen, den berühmten „Knopf im Ohr“, um die Steiff-Tiere vor Nachahmung zu schützen. Dieser Knopf war zunächst mit einem Elefanten versehen, wurde im Laufe der Jahre jedoch durch den Schriftzug „Steiff“ ersetzt. Richard Steiff überarbeitete in dieser Zeit das Design grundsätzlich. Es entstand das noch heute gültige Basis-Design. Die Margarete Steiff GmbH wurde 1906 ins Leben gerufen und ein Jahr später unter die Leitung der fünf Neffen Margaretes gestellt. In diesem Jahr produzierten die 400 Mitarbeiter und 1.800 Heimarbeiter 1.700.000 Spielartikel sowie 973.999 Teddybären.
Margarete Steiff starb am 9. Mai 1909 im Alter von 61 Jahren im Kreise ihrer Familie an den Folgen einer Lungenentzündung. Das Unternehmen wurde in ihrem Sinne weitergeführt und das Spielwaren- und Plüschtiersortiment weiter ausgeweitet. Bekannte Beispiele aus dem historischen Steiff-Sortiment:
- Flug-Drachen Roloplan (1909)
- Teddy Clown (1926)
- Comic-Figur Mecki und Teddybär Zotty (1951)
- Teddybär Jackie zum 50. Teddybär-Geburtstag (1953)
- Kuschelteddy Petsy (1984)

1912 wurde zum Gedenken an die Opfer der Titanic ein schwarzer Teddybär auf Anfrage eines britischen Einzelhändlers für Spielzeuge produziert. Es wurden jedoch nur 494 Exemplare in fünf verschiedenen Größen hergestellt und die Produktion vorzeitig eingestellt, da sich das Plüschtier nicht sonderlich gut verkaufte. Aufgrund der geringen Produktionszahl ist der Teddybär bei vielen Sammlern begehrt und wurde für bis zu 22.000 Pfund erworben.
Zu Beginn der Herrschaft der Nationalsozialisten stellte das Unternehmen eine SA-Filzfigur mit Kulleraugen und Knopf im Ohr her. Im Frühling 1934 wurde die Produktion jedoch eingestellt. Einer firmennahen Darstellung zufolge verbot das Württembergische Landesgewerbeamt die SA-Puppe mit dem Hinweis, sie sei „geeignet, das Gefühl von der Würde der nationalen Symbole zu verletzen“.
Nach Ende des Zweiten Weltkrieges wagte das Unternehmen einen Neustart. 1948 beschäftigte es fast 1.000 Mitarbeiter, fünf Jahre später schon doppelt so viele. Auch das Design der Teddybären wurde verändert und entwickelte sie immer weiter zu einem drolligen Bärenkind. Steiff begann 1980, für die Steiff-Liebhaber Repliken in limitierter Anzahl zu fertigen. Zum 100-jährigen Firmenjubiläum wurde das Steiff-Museum in Giengen eröffnet. Das Unternehmen gründete 1992 den Steiff Club für Liebhaber und Sammler.
Zum 150. Geburtstag der Firmengründerin Margarete Steiff im Jahre 1997 wurde das erste Steiff Festival für Liebhaber und Sammler veranstaltet. Im Rahmen des Steiff Franchise-Konzepts eröffnete im Februar 1999 die erste Steiff Galerie in Hamburg. Der 100. Geburtstag des Teddybären 2002 wurde mit der Welturaufführung des Musicals „Teddy- ein musikalischer Traum“ von Uli Brée in Giengen gefeiert. Das Geburtshaus der Firmengründerin Margarete Steiff kann seit 2003 von der Öffentlichkeit besichtigt werden.
Zum Anlass des 125-jährigen Firmenjubiläums eröffnete 2005 das Steiff Museum, ein Erlebnismuseum mit Schaufertigung. Ein Jahr später fand erstmals der Steiff Sommer für Mitarbeiter und Freunde der Margarete Steiff GmbH' statt. Im Rahmen des vierten Steiff Sommers wurde 2009 die Teddybärklinik und Spa eröffnet, in der Steiff-Tiere repariert werden.
2018 wurde Peter Hotz, ein Ururgroßneffe von Margarete Steiff, Geschäftsführer der Steiff Beteiligungsgesellschaft. Um auch Möbel mit dem Steiff-Logo zu verkaufen, schloss Hotz eine Lizenzpartnerschaft mit dem Möbel-Hersteller Wellemöbel.

## Produkte
Hauptprodukte des Unternehmens sind Plüschtiere. Bis Ende der 1970er Jahre wurde auch Holzspielzeug hergestellt, sowie andere Artikel, wie Leiterwagen oder Drachen. Der berühmteste war ein speziell von Steiff entwickelter Einleinerdrachen, der Roloplan. In den letzten Jahren wurde verstärkt auch Kinderkleidung produziert. Besondere Herstellungsmerkmale sind die verschiedenfarbigen Fahnen und verschiedenen Knöpfe im Ohr der Plüschtiere. Älteres Steiff-Spielzeug ist zum begehrten Sammelobjekt geworden und erzielt teilweise hohe Preise.
Das Markenzeichen der Steifftiere ist der meist metallene Knopf im Ohr, erfunden 1904 von Franz Steiff, und die zugehörige Fahne, sowie ein meist an der Brust befindliches Schild. Im Laufe der Zeit veränderte sich der Knopf (eingeführt am 1. November 1904) in Form und Größe stark. Fahne und Schild (wohl ab 1897) veränderten sich ebenfalls. Kenner können anhand dieser Merkmale die Entstehungszeit eines Tieres oft genau erschließen.
Nach einem EuG-Urteil (Gericht der Europäischen Union, Luxemburg) am 16. Januar 2014 kann der Hersteller Steiff nicht mehr einen europaweiten Schutz des Markenzeichens „Knopf im Ohr“ beanspruchen (Az. T-433/12 und T-434/12). Damit ist es nun auch anderen Produzenten möglich, diese Bezeichnung zu verwenden. Das Gericht begründete seine Entscheidung damit, dass es diesem Markenzeichen an Unterscheidungskraft fehle, da Knöpfe und kleine Schilder „übliche Gestaltungselemente“ für Stofftiere seien. Wenn lediglich ein Knopf im Ohr mit Fähnchen an einem Stofftier hängt, sei es für einen Verbraucher nicht erkennbar, dass es sich dabei um ein spezielles Produkt von Steiff und nicht von einem anderen Hersteller handele.

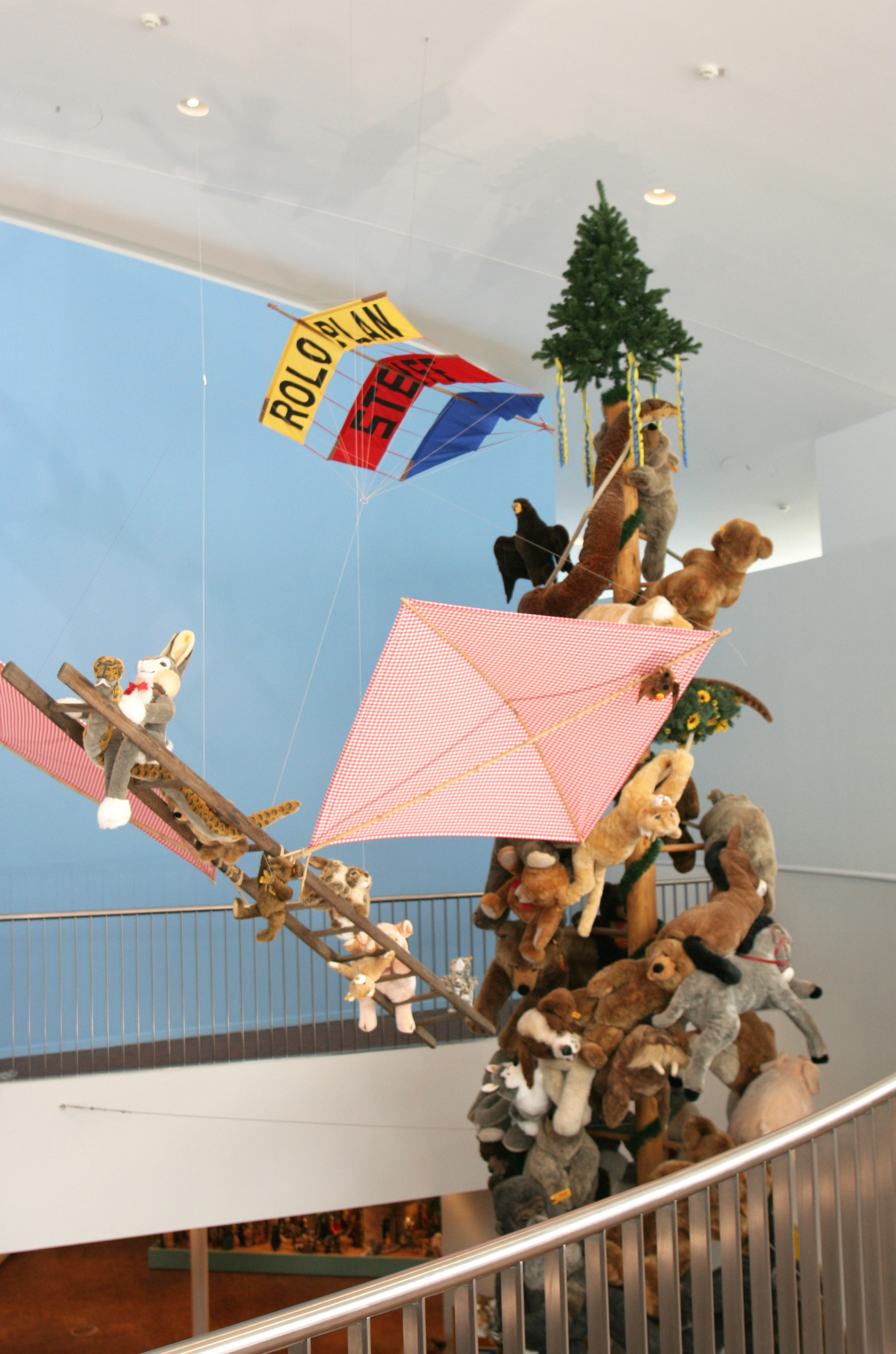
Roloplan-Drache
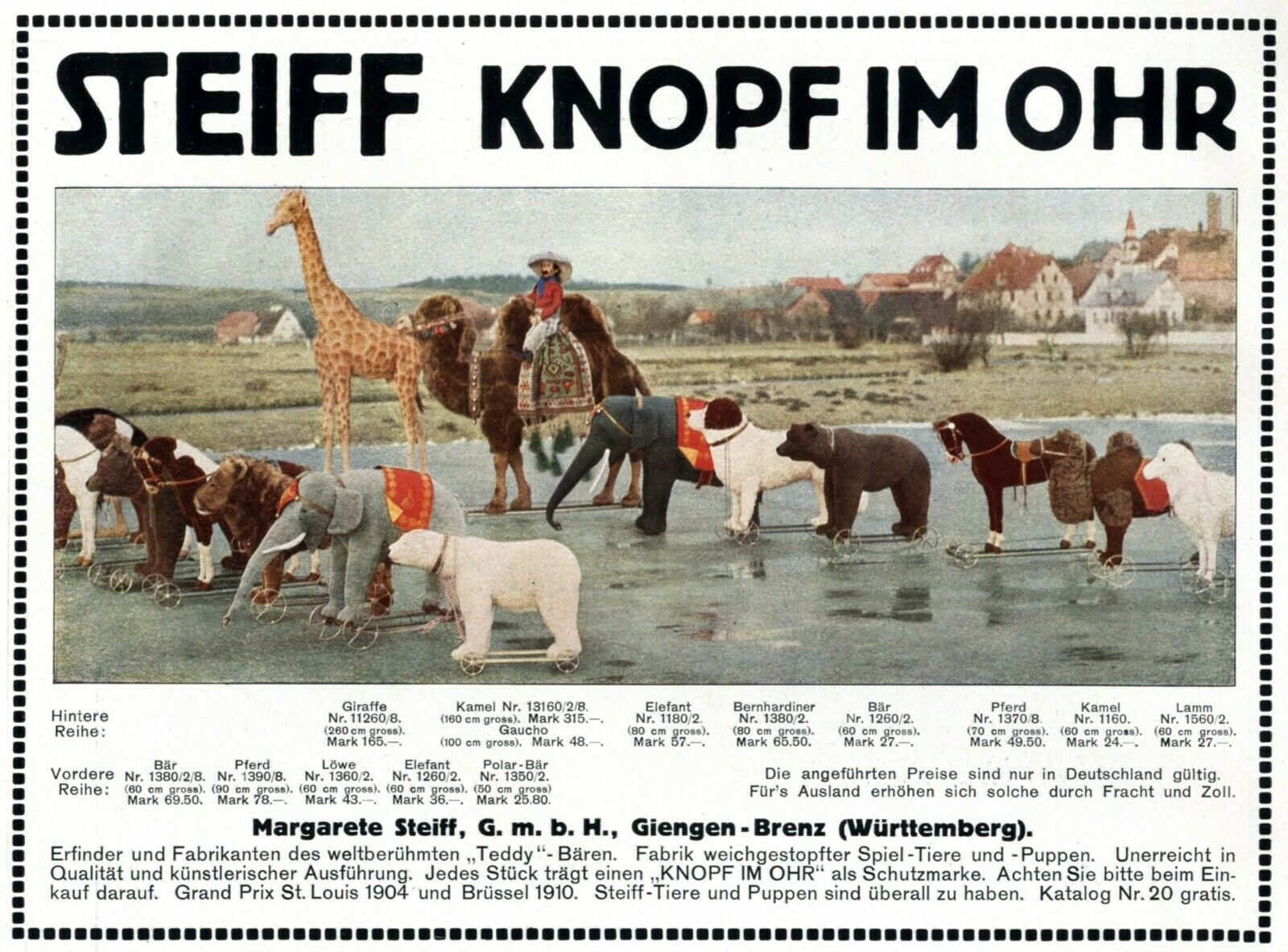
Steiff Knopf im Ohr, Werbung 1913

## Organisation
Die Margarete Steiff GmbH ist Teil der Steiff-Gruppe, die in Giengen (Brenz) ansässig ist, und die derzeit drei Beteiligungen hält.
Der Vertrieb der Kinderkleidung erfolgt mehrschienig: eigene Geschäfte (hier nimmt die Bekleidung ungefähr gleich viel Raum ein wie die Plüschtiere), eigener Webshop, Einzelhandel und auch Online-Versandhändler.

## Baugeschichtliche Bedeutung
Den Namen Jungfrauenaquarium fand der Volksmund für die damals hochmodernen, aus Stahl und Glas konstruierten Fabrikhallen der Firma, die gut belüftete Räumlichkeiten mit Tageslicht boten – damals wohl noch eine Seltenheit. Diese Fabrikhallen sind bis heute erhalten und stehen unter Denkmalschutz. Der Architekturkritiker Falk Jaeger schrieb 1985: Die unter Denkmalschutz stehenden Gebäude „lassen Walter Gropius’ berühmte Schuhleistenfabrik in Alfeld an Konsequenz weit hinter sich“. Anerkennung aus der Fachwelt blieb „diesen Pionierbauten der Moderne“ zunächst verwehrt: „Noch bevor namhafte Architekten und Ingenieure die ersten wegweisenden Lösungen im modernen Industriebau entwickelten, entsteht mit dem Ostbau der Steiff Spielwarenfabrik ein Gebäude, welches konstruktiv in perfekter Art und Weise auf die neuen produktionstechnischen Anforderungen reagiert und durch seine radikale Modernität überzeugt. Dabei kommt vor allem der innovativen Fassadenkonstruktion eine besondere Bedeutung zu. Es handelt sich um eine doppelt verglaste Vorhangfassade, die hier vermutlich erstmalig in der Geschichte des Industriebaus zur Anwendung kommt.“ Außerdem bedeutsam ist der umfassende, teils autodidaktische Input der Neffen der Margarete Steiff, insbesondere Richards und Hugos, der die entstehenden Neubauten und die spätere Ausrichtung der Firma in nicht unerheblicher Weise prägte.

## Dokumentarfilme
- Stammhaus der Stofftiere – Die Firma Steiff in Giengen. (= made in Südwest. Folge 71). 29:45 Min. Drehbuch: Hanspeter Michel. Deutschland 2015 (Online bei YouTube).[17]